# Women's ITF Irapuato Club de Golf Santa Margarita 2011
Il Women's ITF Irapuato Club de Golf Santa Margarita 2011 è stato un torneo di tennis facente parte della categoria ITF Women's Circuit nell'ambito dell'ITF Women's Circuit 2011. Il torneo si è giocato a Irapuato in Messico dal 7 al 13 marzo 2011 su campi in cemento e aveva un montepremi di $25,000.

## Vincitori

### Singolare
Marina Eraković ha battuto in finale  Andreja Klepač con il punteggio di 7–5, 6–4

### Doppio
Tímea Babos /  Johanna Konta hanno battuto in finale  Macall Harkins /  Nicole Rottmann6-3, 6–4